# Cour suprême d'Hawaï
Pour les articles homonymes, voir Cour suprême.
La Cour suprême d'Hawaï est la principale juridiction de l'État d'Hawaï, fondée en 1841. Ces décisions judiciaires s'imposent à toutes les juridictions de cet État. Elle siège à Honolulu. Elle a été créée avant l'annexion américaine. La Cour siège au Aliiolani Hale.

## Composition
La Cour consiste en cinq juges qui sont nommés pour dix ans par le gouverneur d'Hawaï qui les choisit sur une liste de quatre ou de six candidats proposés par la commission de sélection judiciaire d'Hawaï. Les juges doivent prendre leur retraite à 70 ans et peuvent effectuer un second mandat de dix ans.